# 鹿屋バイパス

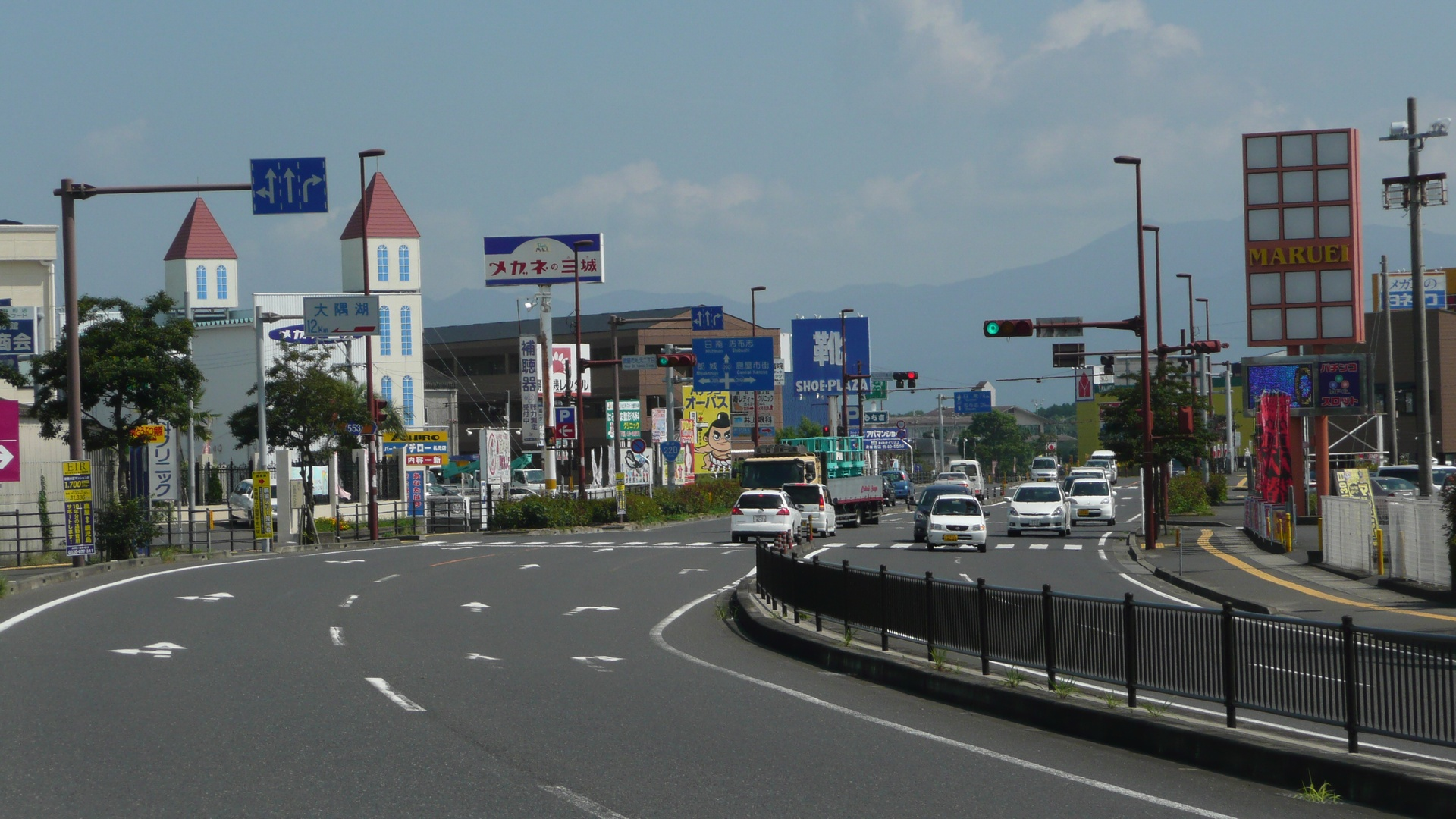
鹿屋市札元（日南方面）

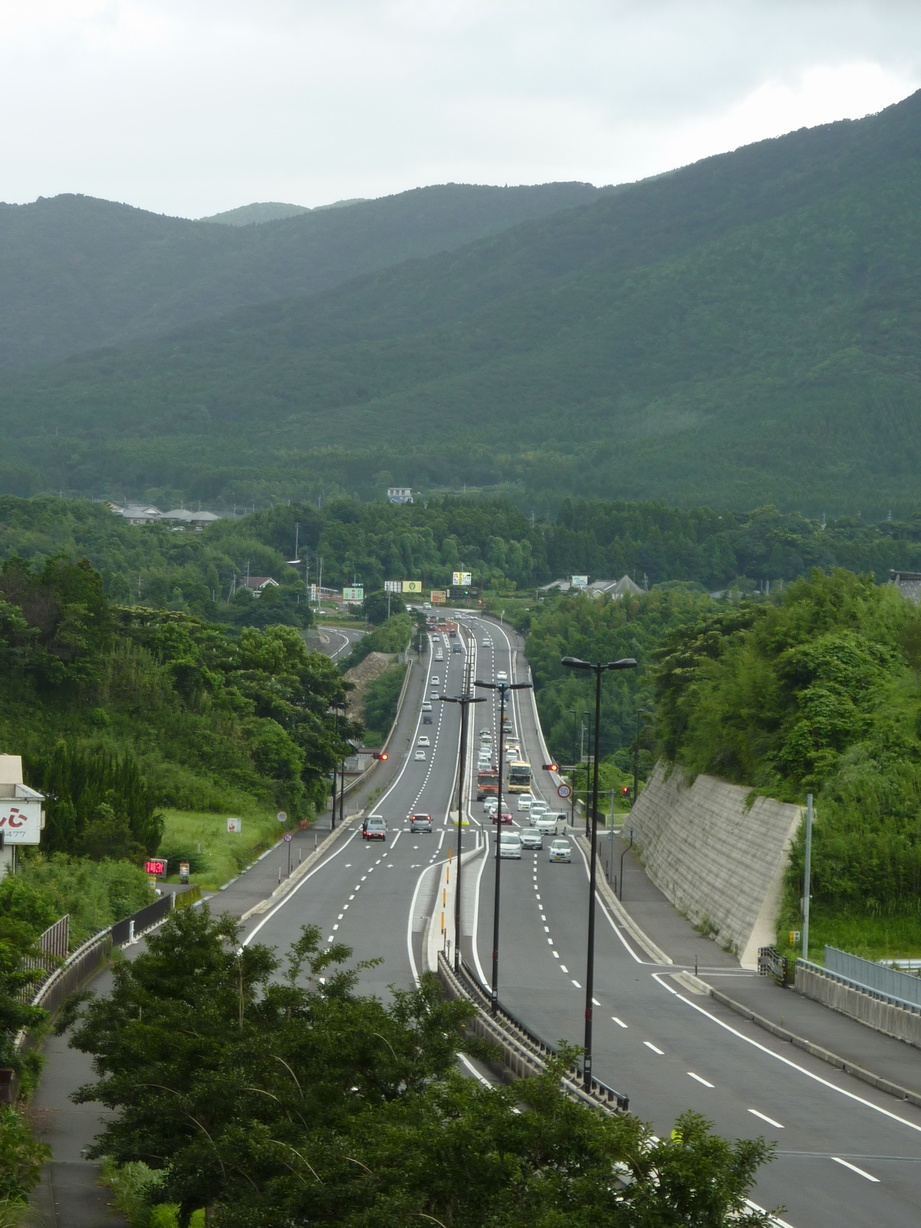
鹿屋大橋

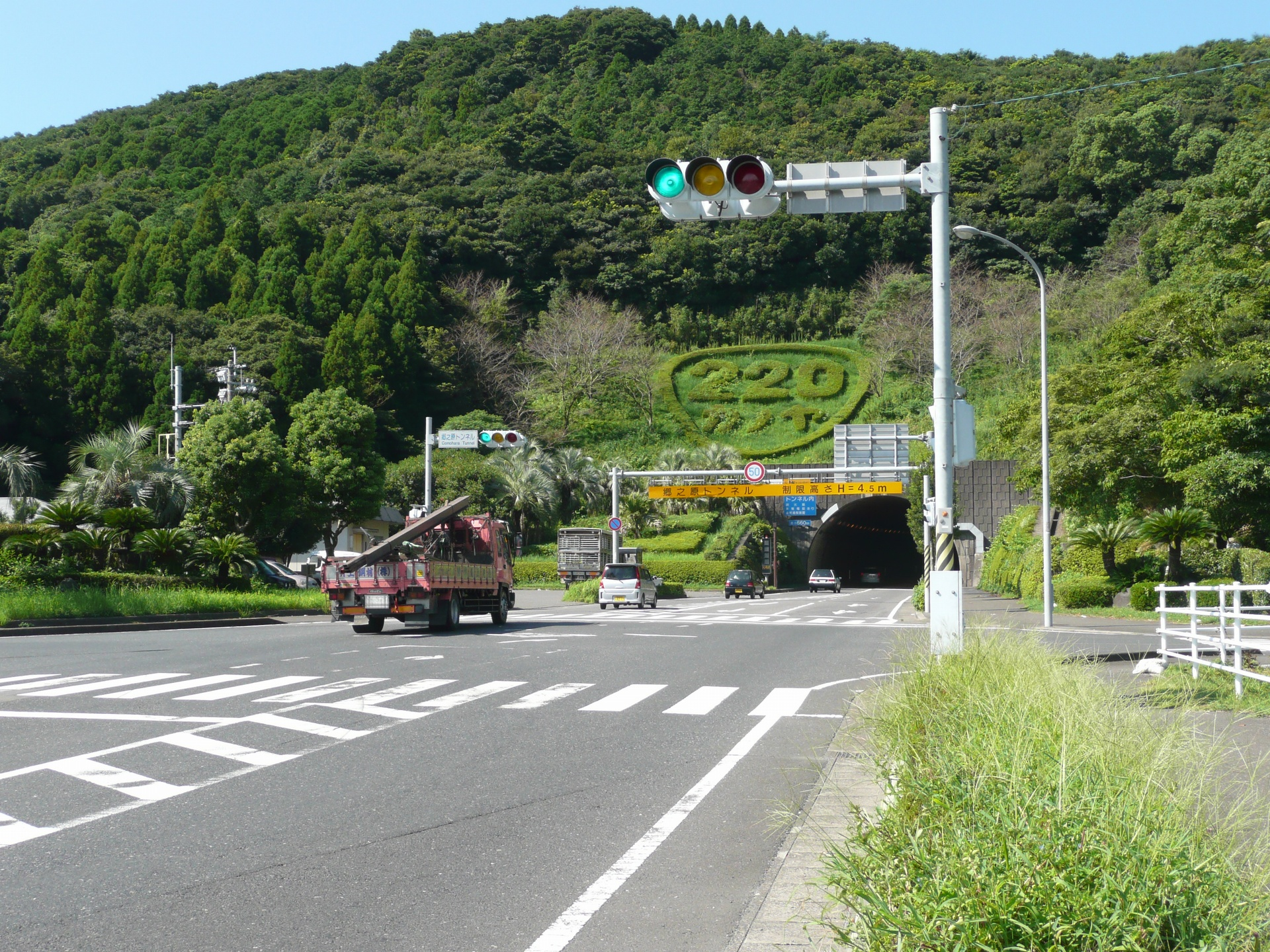
郷之原トンネル入口（垂水方面）

鹿屋バイパス（かのやバイパス）は、 鹿児島県肝属郡肝付町（旧高山町）から同県鹿屋市に至る全長約11kmの国道220号のバイパス道路である。1992年3月25日に暫定2車線で全通し、2010年末に郷之原トンネル区間を除き4車線化された。

## 沿革
鹿屋市街地の交通渋滞対策として1973年度に基礎調査を開始。1980年5月から工事を開始し、1992年に全線開通した。起点の肝付町富山から鹿屋市郷之原町までを第1期、鹿屋市郷之原町から終点の鹿屋市白水町までを第2期として工事を進めた。
全通後ロードサイド店舗が多数立地するようになり、交通量も大隅半島で最も多くなったことから、2001年から2003年度にかけて鹿屋市大浦町（上谷口交差点付近）以西と鹿屋大橋・弥生橋を除く区間が、2010年3月に鹿屋大橋・弥生橋が、そして同年12月に第1期区間が全線4車線化された。開通直後の1993年には新たな商圏が誕生することが予想されており、後にそれが現実となった。
工事中に鹿屋市王子町（MEGAドン・キホーテ鹿屋店付近、旧ベスト電器鹿屋本店→エディオン鹿児島鹿屋店跡地）で弥生時代の竪穴建物などが発見され、1980年度から1984年度にかけて発掘調査と「王子遺跡資料館」への移転作業が実施された。
- 1980年5月19日 - 一部区間を着工。
- 1982年4月 - 一部区間（札元）の800mを供用開始。
- 1986年4月5日 - 一部区間（札元 - 大浦間）の2,260mを供用開始。
- 1988年4月2日 - 一部区間（起点 - 札元269交差点間）の2,765mを供用開始。
- 1989年12月16日 - 郷之原トンネルが貫通。
- 1990年1月18日 - 一部区間（大浦 - 郷之原間）の2,935mを供用開始（第1期区間の8.76kmが全通）。
- 1992年3月25日 - 暫定2車線で全線開通（第2期区間の1,870mが全通）。
- 2001年5月 - 札元地区（県道550号交点 - 弥生橋間の2.29km）と大浦地区（鹿屋大橋 - 上谷口交差点間の1.86km）の4車線化工事を開始。
- 2001年12月27日 - 札元・大浦地区を4車線化。
- 2004年3月　起点 - 県道550号交点を4車線化。
- 2010年3月30日 - 鹿屋大橋・弥生橋を4車線化[3][4]。
- 2010年12月27日 - 大浦・郷之原地区を4車線化（第1期区間の約8.7kmの4車線化完了）[5] 。

## 概要
- 延長 - 10.63km
- 幅員 - 25m
- レーン - 4車線
- 起点 - 鹿児島県肝属郡肝付町富山笠之原 （笠野交差点）
- 終点 - 鹿児島県鹿屋市白水町一里山 （鹿屋市一里山交差点）
- 最高所 - 海抜120m （鹿屋市白水町）
- 最低所 - 海抜58m （肝属町富山）
- 交通量 - 19,534台/日 （鹿屋市王子町）

## 構造物
- 弥生橋（82m）
- 鹿屋大橋（543m）
- 大浦橋（67m）
- 郷之原トンネル（660m）
- 一里山橋（188m）

肝属川や国道504号をまたぐ鹿屋大橋はディビダーグ工法で設計されている。渡り初めには約1,500人が参加した。
郷之原トンネルは1988年度から工事を進め、1989年12月16日に貫通。1992年3月25日に開通した。幅員は10.7m、高さは6.7m、総工費は16億4,000万円。

## 接続道路
- 国道220号（肝付町富山）
- 鹿児島県道68号鹿屋吾平佐多線（肝付町富山）
  - かつては南方向は県道543号大隅高山停車場線（2007年廃止）が接続していた。
- 鹿児島県道550号鹿屋環状線（鹿屋市笠之原町）
- 大隅縦貫道（串良鹿屋道路）笠之原IC（鹿屋市笠之原町）
- 国道269号（鹿屋市札元2丁目）
- 鹿児島県道553号下高隈川東線（鹿屋市札元2丁目）
- 鹿児島県道550号鹿屋環状線（鹿屋市郷之原町）
- 古江バイパス（鹿屋市白水町、未開通）

## ロードサイド店舗
- マツダ
- プリモ店
- マツダレンタカー
- 三菱自動車工業
- 佐川急便
- ユニクロ鹿屋店
- ヤマダ電機テックランド鹿屋店
- 大和ハウス工業
- ヨネザワ
- コープかごしま
- メガネスーパー
- オートバックスセブン
- ベスト電器
- ケーズデンキ
- ジョイフル
- すかいらーく
- ミサワホーム
- ニシムタスーパーセンター鹿屋店（旧ダイエーハイパーマート鹿屋店跡）
- 大創産業
- 宮脇書店
- スズキ
- ローソン
- モスバーガー